# No Leaf Clover
«No Leaf Clover» es la octava canción del álbum S&M de Metallica. La canción (junto con -Human) fue una de las dos piezas compuestas por la banda en colaboración con la orquesta sinfónica de San Francisco en 1999. Comienza con una sección tocada por la orquesta, antes de entrar en una escena la guitarra a manos de James Hetfield. El resto de la canción alterna entre versos y estribillos con guitarras distorsionadas como telón de fondo.
El término "No Leaf Clover" significa "Trébol sin hojas", en alusión a la superstición de que un trébol de cuatro hojas trae buena suerte, por lo cual un trébol sin hojas significaría lo contrario. La letra trata la idea de que al haber llegado casi a la consumación de un objetivo siempre se encuentran nuevos problemas.
A pesar de ser creada para el concierto S&M, la banda adaptó la canción para ser tocada sin una orquesta usando una cinta con la introducción. Fue tocada sin orquesta por primera vez el 28 de diciembre de 1999, durante el lanzamiento del M2K Minitour, en el Orange Bowl de Miami, Florida.

## Lista de sencillos

### Versión Australiana
1. «No Leaf Clover» (Hetfiled/Ulrich) - 6:43
2. «One» (Hetfield/Ulrich) - 7:53
3. «Enter Sandman» (Hetfield/Ulrich/Hammett) - 7:49

Todas las canciones son del álbum S&M.

### Versión del Reino Unido #1
1. «No Leaf Clover» (Hetfield/Ulrich) - 5:43
2. «No Leaf Clover» (Slice & Dice Video)
3. S&M Documentary Part 1

### Versión del Reino Unido #2
1. «No Leaf Clover» (Hetfield/Ulrich) - 5:43
2. Photo Gallery
3. S&M Documentary Part 2

### Versión del Reino Unido #3
1. «No Leaf Clover» (Hetfield/Ulrich) - 5:43
2. Metallica Screensaver
3. S&M Documentary Part 3

## Posicionamiento en listas
| Lista (2000)                            | Mejor posición |
| --------------------------------------- | -------------- |
| Alemania (Media Control AG)             | 40             |
| Australia (ARIA)                        | 41             |
| Canadá (RPM Rock/Alternative)           | 3              |
| España (AFYVE)                          | 14             |
| Estados Unidos (Billboard Hot 100)      | 74             |
| Estados Unidos (Modern Rock Tracks)     | 18             |
| Estados Unidos (Mainstream Rock Tracks) | 1              |
| Irlanda (IRMA)                          | 36             |
| Noruega (VG-lista)                      | 9              |
| Países Bajos (Mega Single Top 100)      | 41             |
| Suecia (Sverigetopplistan)              | 50             |
| Suiza (Schweizer Hitparade)             | 99             |

### Sucesión en listas
| Anterior: «Higher» de Creed | Mainstream Rock Tracks — Sencillo Nro 1 22 de enero de 2000 — 4 de marzo de 2000 | Siguiente: «Stiff Upper Lip» de AC/DC |